# Maravillozoo
Maravillozoo fue un programa de televisión chileno informativo y de conservación animal transmitido por Canal 13 entre 1995 y 2002.

## Antecedentes
El director de televisión Felipe Pavez estaba dirigiendo a finales de la década de los 80 programas de alto presupuesto, y que no daban altas expectativas comerciales.
Por ello decide realizar programas de entretenimiento familiar con limitados presupuestos de producción. Desde esta perspectiva saldrán programas familiares tales como Video loco, El tiempo es oro, Si se la puede, gana y Maravillozoo.

## Historia
Fijado en un formato japonés llamado Waku Waku (que tuvo una versión estadounidense llamada Animal Crack-Ups), Felipe Pavez realiza un nuevo programa de entretención familiar sobre conocimientos de animales. Para conducirlo eligió como conductor principal a Javier Miranda y de panelistas a Iván Arenas, Claudia Conserva, Coco Legrand y Yolanda Montecinos. Además de ellos cinco, se incluía un panelista invitado en cada capítulo, el cual en su primera temporada (1995) iba los martes a las 22:00.
En la segunda temporada, realizada durante 1996, el programa se transmitía los viernes, el cual quedaría como su día de transmisiones de ese momento en adelante.
En 1999, Yolanda Montecinos abandonó Maravillozoo debido a una enfermedad, por lo cual hubo dos panelistas invitados. En julio de 1999, Javier Miranda abandonó Canal 13 y emigra a La Red, siendo reemplazado en 2000 por Paulina Nin de Cardona, y para esa misma temporada, el animador Marcelo Comparini asume como panelista, por lo cual vuelve a haber un panelista invitado.
En 2001 Antonio Vodanovic reemplazó a Nin de Cardona, siendo el encargado de presentar el programa durante sus últimas 2 temporadas, también Comparini fue reemplazado por el actor uruguayo Fernando Kliche.

## Fin de Maravillozoo
Maravillozoo finalizó el viernes 5 de julio de 2002 cuando Canal 13 cambiaría los programas de entretenimiento por los reality shows en 2003. Sumado a esto, la actriz y animadora Claudia Conserva emigraría en julio de 2004 a Red Televisión e Iván Arenas se fue de Canal 13 en septiembre de 2002 por no llegar a un acuerdo para renovar su contrato con el canal.